# Trojka (spřežení)

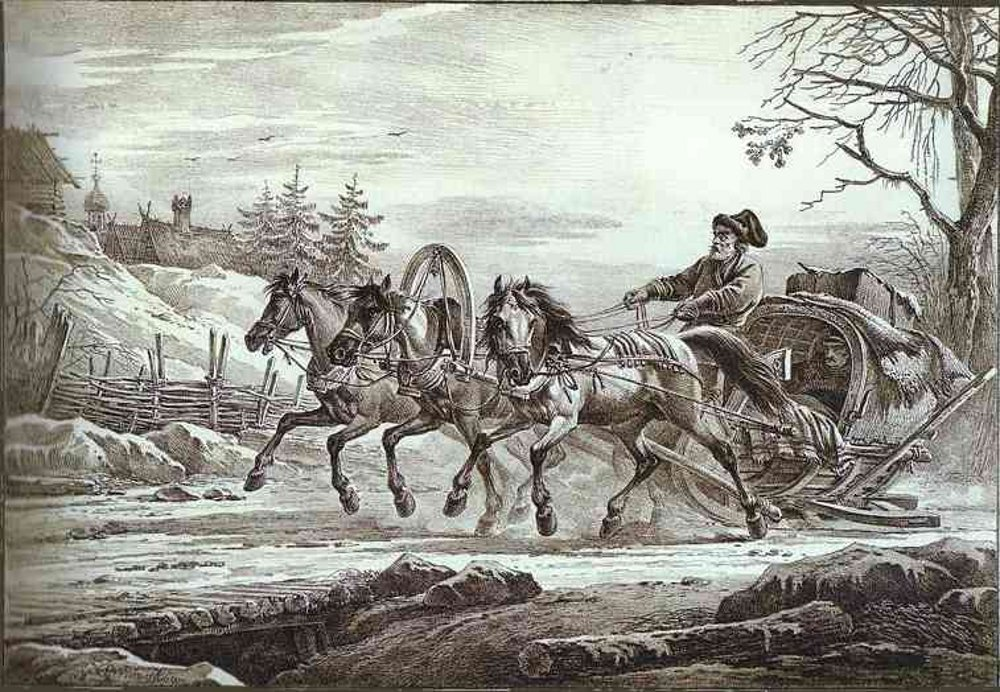
Aleksander Orłowski „Jízda v kibitce“

Trojka (rusky тройка) je druh starého ruského koňského spřežení používaného u saní nebo lehkých kočárů. 

## Charakteristika
Toto typicky ruské uspořádání (trojspřeží, tři koně v zápřahu vedle sebe), kdy prostřední kůň (koreň) běží klusem a oba krajní koně (prísťažky) cválají, jeden na pravou a druhý na levou nohu, bylo vynalezeno pro rychlou jízdu na velké vzdálenosti. Maximální rychlost takového spřežení činí 45–50 km/h. Používá se v klimatickém prostředí ruské zimy zejména pro zápřah před saně.
Vybrat a vycvičit koně k takovému tahu je velmi obtížné.

### Související článek
- Triga
- Trojka (obraz)